# Jaume Plensa

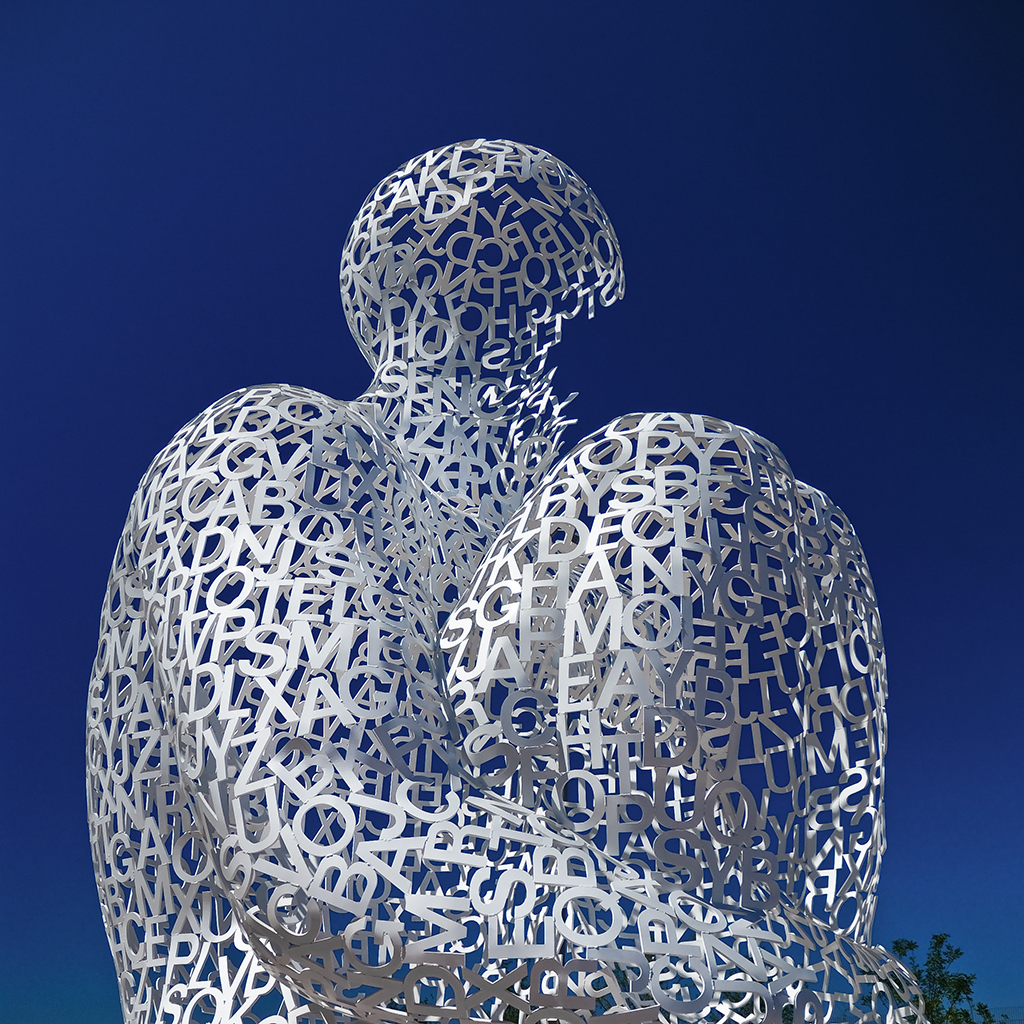
Detail van El Alma del Ebro

Jaume Plensa (Barcelona, 23 augustus 1955) is een Spaanse beeldhouwer.

## Leven en werk
Plensa studeerde kunst aan de Escuela de la Llotja en vervolgens aan de Escola Superior de Belles Arts de Sant Jordi in Barcelona . Hij zette zijn opleiding voort bij de gerenommeerde Henry Moore Foundation in Engeland en in het Atelier Alexander Calder in Frankrijk. Hij woont en werkt in Barcelona, waar hij ook zijn eerste expositie had. Plensa doceerde onder andere aan de École nationale supérieure des beaux-arts in Parijs.
Zijn werk werd in talrijke musea en galeries in Europa, de Verenigde Staten en Canada en Japan tentoongesteld:
- Fundació Joan Miró in Barcelona
- Galerie nationale du Jeu de Paume in Parijs
- Henry Moore Sculpture Trust in Halifax
- Malmö konsthall in Malmö
- Kunsthalle Mannheim in Mannheim
- Musée des Beaux-Arts de Lyon in Lyon
- Kestner Gesellschaft in Hannover
- Museum Moderner Kunst Stiftung Ludwig Wien in Wenen
- Museo Nacional Centro de Arte Reina Sofía in Madrid
- Baltic Centre for Contemporary Art in Gateshead
- Arts Club Center for Contemporary Art in Chicago
- Musée des Beaux-Arts de Caen in Caen
- Lehmbruck-Museum in Duisburg
- Institut Valencià d'Art Modern (IVAM) in Valencia
- Musée d'Art Moderne et d'Art Contemporain in Nice
- Museum Beelden aan Zee in Den Haag (Scheveningen)

## Werken (selectie)
- CUC (1986), ijzersculptuur in het Beeldenpark Jardins de Cap Roig in Palafrugell
- Blake in Gateshead (1996), een laser-installatie bij het Baltic Centre for Contemporary Art in Gateshead.
- Gemelli (1998), Beeldenpark Villa Celle, Italië
- Magritte's Dream (2001), Aino Station, Fukoroi City (Japan)
- Mi casa en Torrelavega (2001), rotonde in Torrelavega
- Gläsener Seele/Mr. Net (2002). Een interactieve sculptuur bij het Hasso-Plattner-Institut für Softwaresystemtechnik van de Universiteit van Potsdam in Potsdam-Babelsberg.
- Seele ? (2002), Kunstweg MenschenSpuren in Neandertal
- Bridge of light (2002), kunstwerk in de wijk Mishkanot Sha'ananim in Jeruzalem
- As one (2003), Lester B. Pearson International Airport in Toronto
- Crown Fountain (2004), een sculptuur/video-installatie/fontein bestaande uit twee 15 meter hoge torens van glazen bouwstenen met led-videoschermen (met meer dan een miljoen leds geproduceerd door Philips Solid-State Lighting Solutions) in het Millennium Park in Chicago, Illinois.
- I, You, She or He (2006), beeldenpark Frederik Meijer Gardens and Sculpture Park in Grand Rapids (Michigan)
- Conversation à Nice (2007). Zeven verlichte sculpturen op 9 meter hoge palen Place Masséna in Nice.
- El alma del Ebro (2008) in Zaragoza. Het elf meter hoge beeld, dat is geplaatst ter gelegenheid van de Wereldtentoonstelling Expo Zaragoza 2008 is opgebouwd uit letters.
- Breathing (sculptuur/memorial) (2008), BBC Broadcasting House in Londen. De sculptuur, in glas en staal, is geplaatst op het dak van de nieuwbouw (Egton Wing II) en werd door de Secretaris-generaal van de Verenigde Naties, Ban Ki-moon onthuld. Het monument is opgedragen aan de oorlogscorrespondenten die bij de uitoefening van hun beroep zijn omgekomen.
- Dialogue (2009), Copperhill Mountain Lodge in Åre
- Dream, Face of a young girl (2009), Sutton Manor Colliery in St. Helens (Merseyside) aan de M62 halverwege Manchester en Liverpool. Het 20 meter hoge betonnen beeld is onderdeel van het programma Big Art Project van de televisiezender Channel 4.
- Awilda in Salzburg (2010), Sigmund Haffner Gasse, Universiteit Salzburg in Salzburg.
- Body of Knowledge (2010), Campus Westend van de Universiteit van Frankfurt in Frankfurt am Main, een 8 meter hoge, witgeschilderde, stalen en begaanbare sculptuur.
- Duna (2014), Passage van het Erasmus MC, onthuld ter gelegenheid van de opening van het Erasmus MC in 2017.
- Love Fountain (2017), in Leeuwarden, geplaatst ter gelegenheid van Leeuwarden culturele hoofdstad van Europa 2018.
- Julia (2018) op het Plaza de Colón te Madrid.

## Fotogalerij

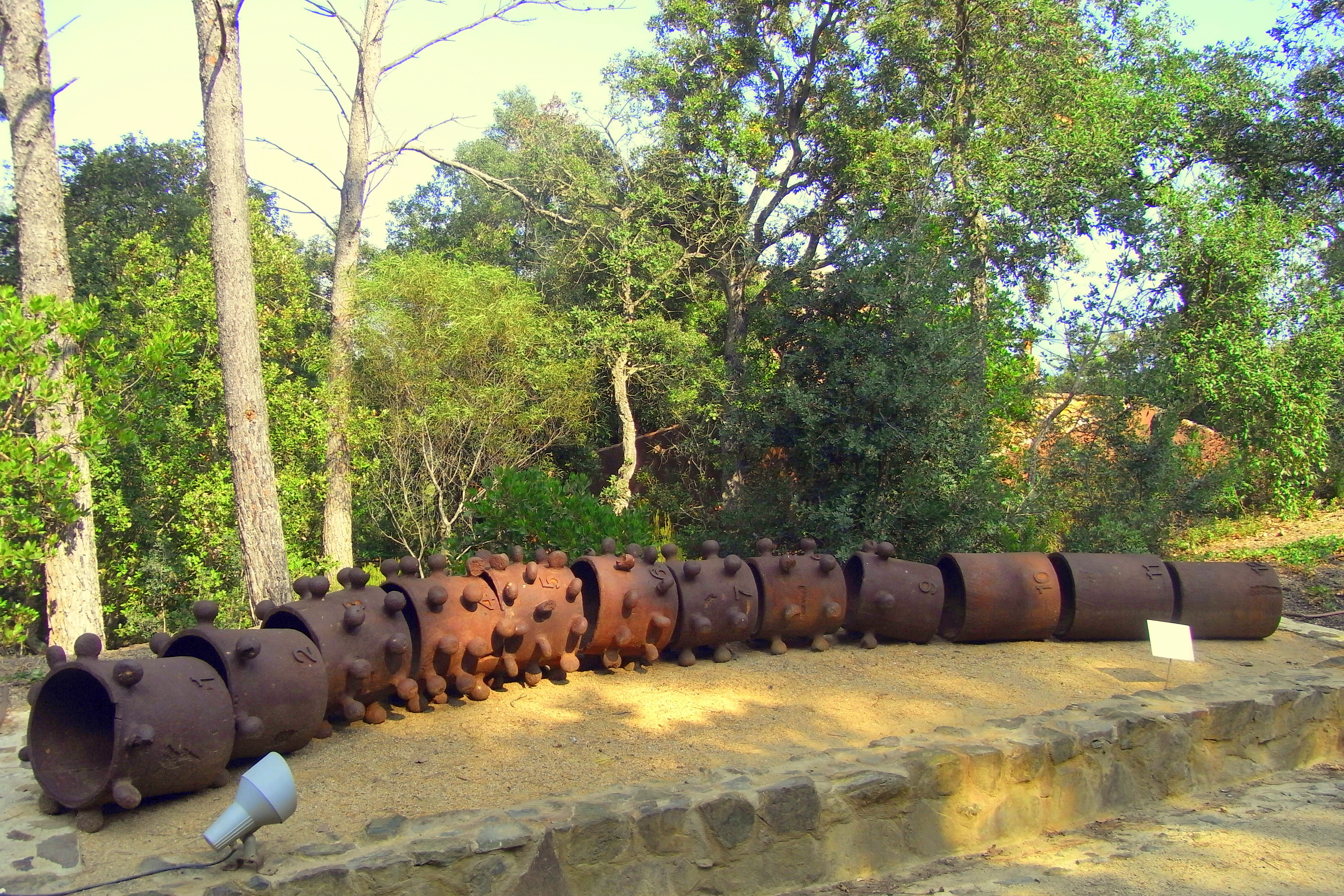
CUC (1986) in Palafrugell
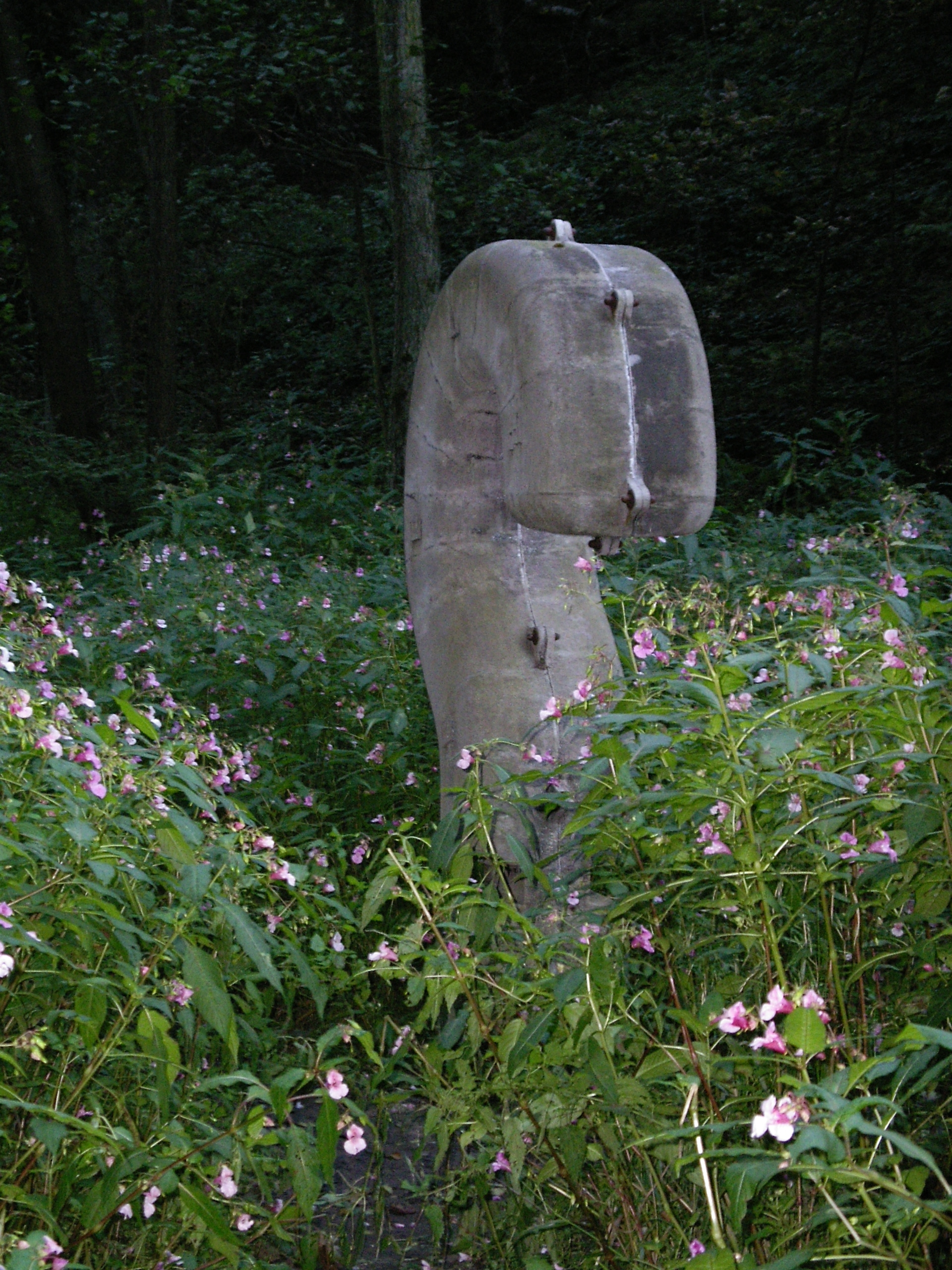
Seele? aan de beeldenroute Kunstweg MenschenSpuren in Neandertal
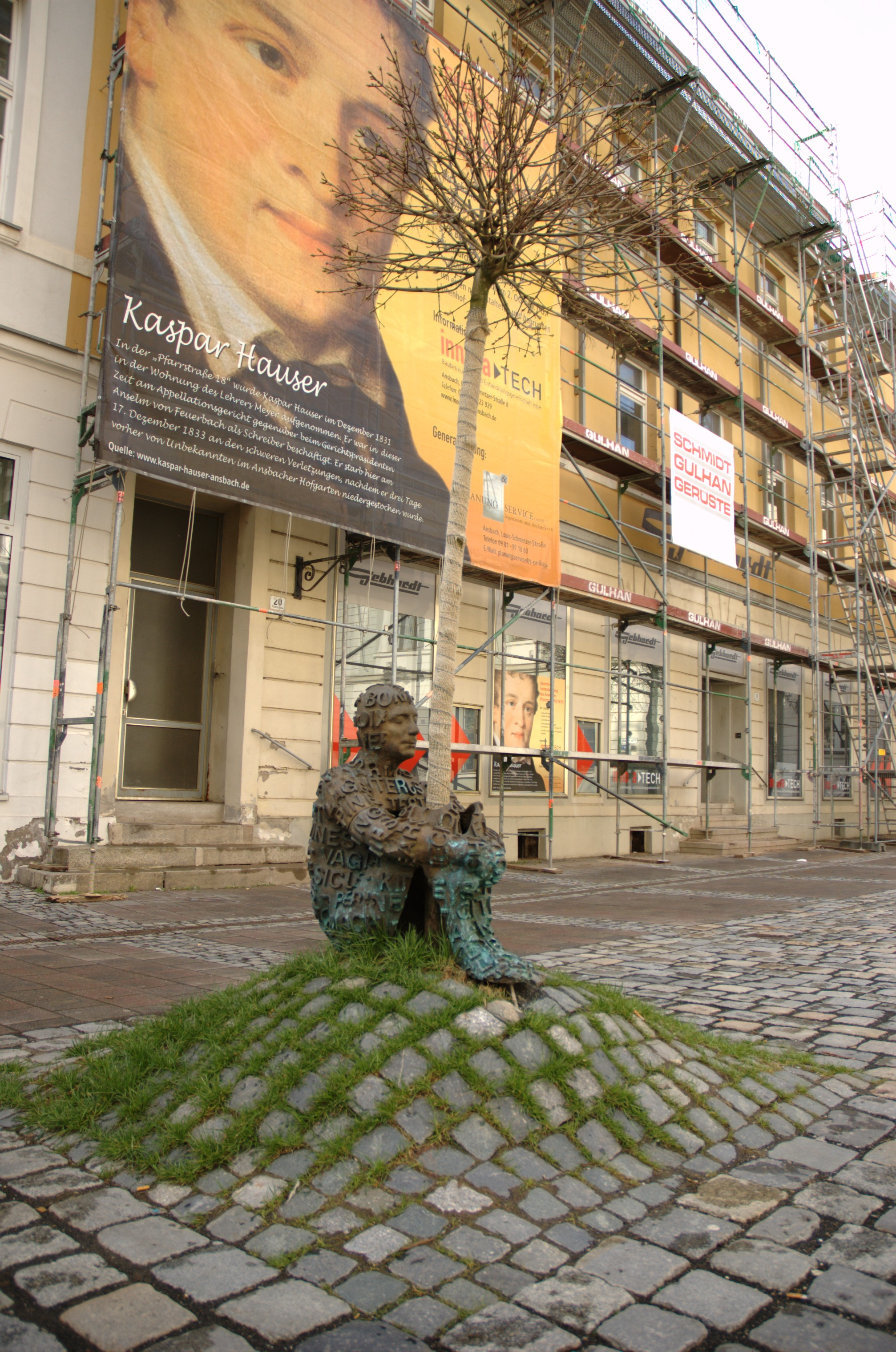
Kaspars Baum woonhuis Kaspar Hauser in Ansbach
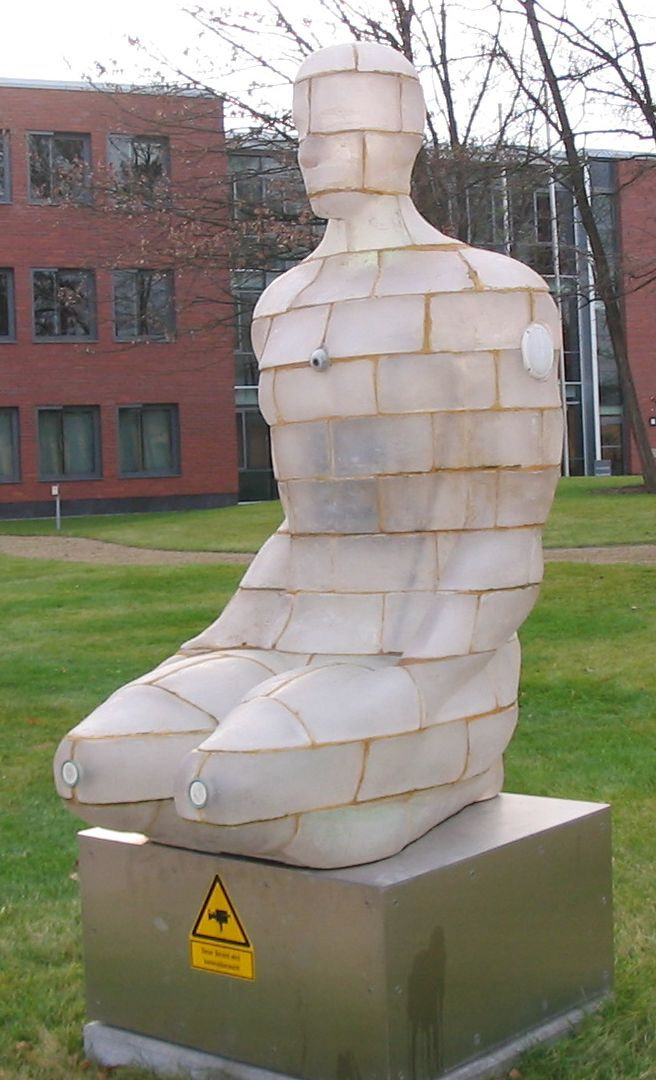
Mr. Net interactieve sculptuur HPI/Universiteit van Potsdam, Potsdam
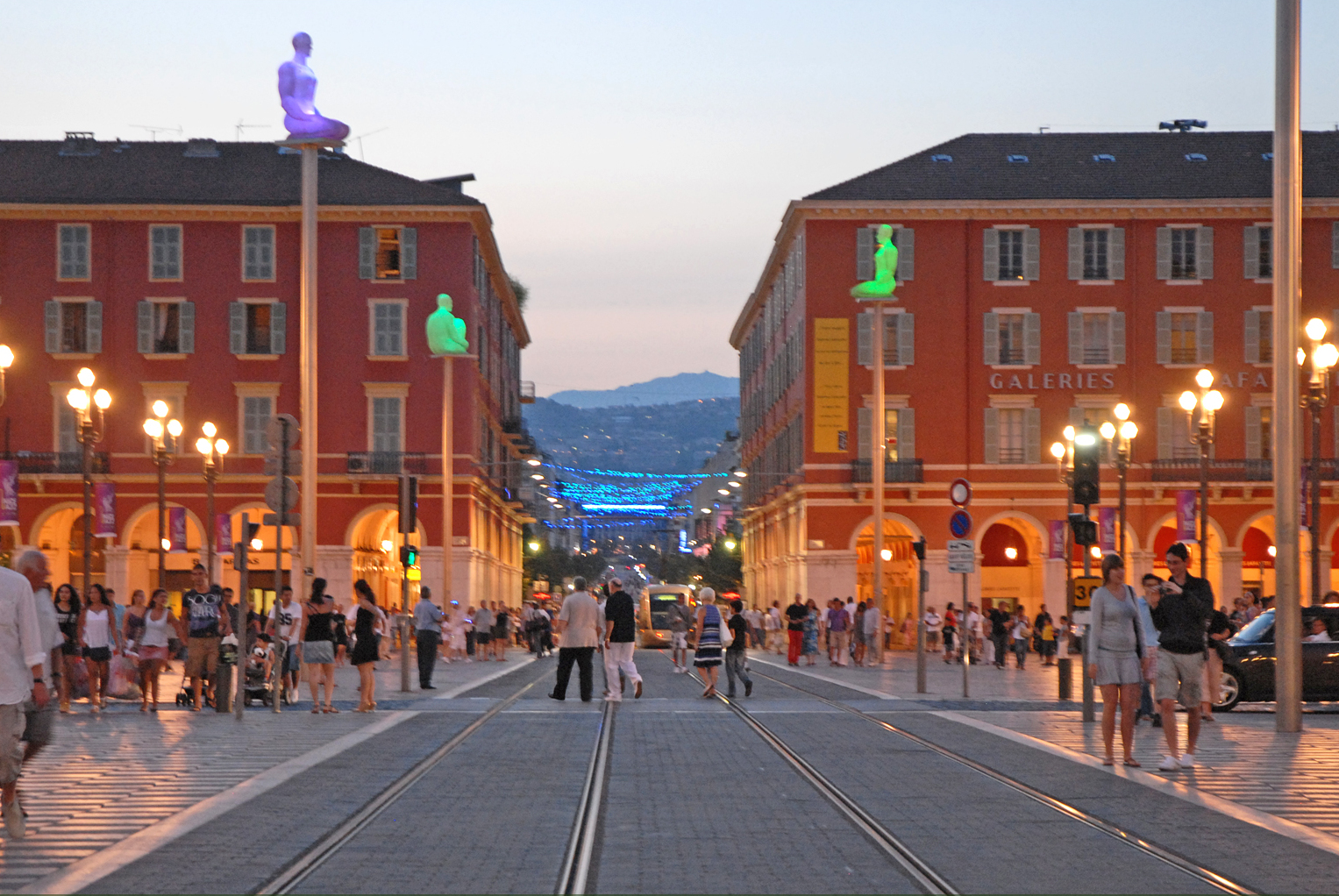
Conversation à Nice in Nice
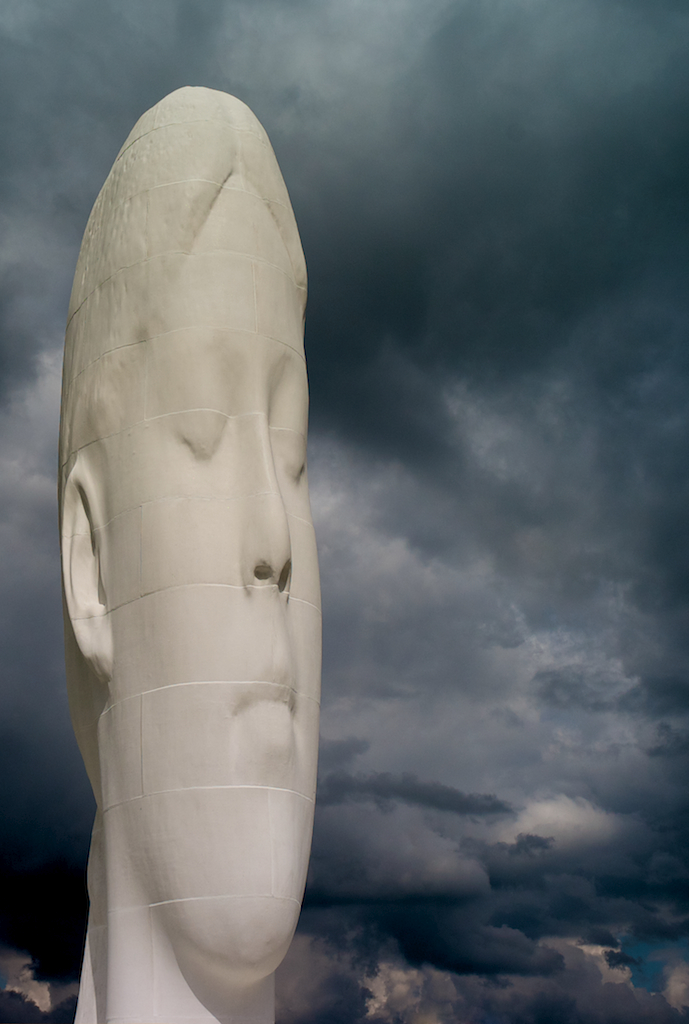
Dream (detail) in St Helens (Merseyside)
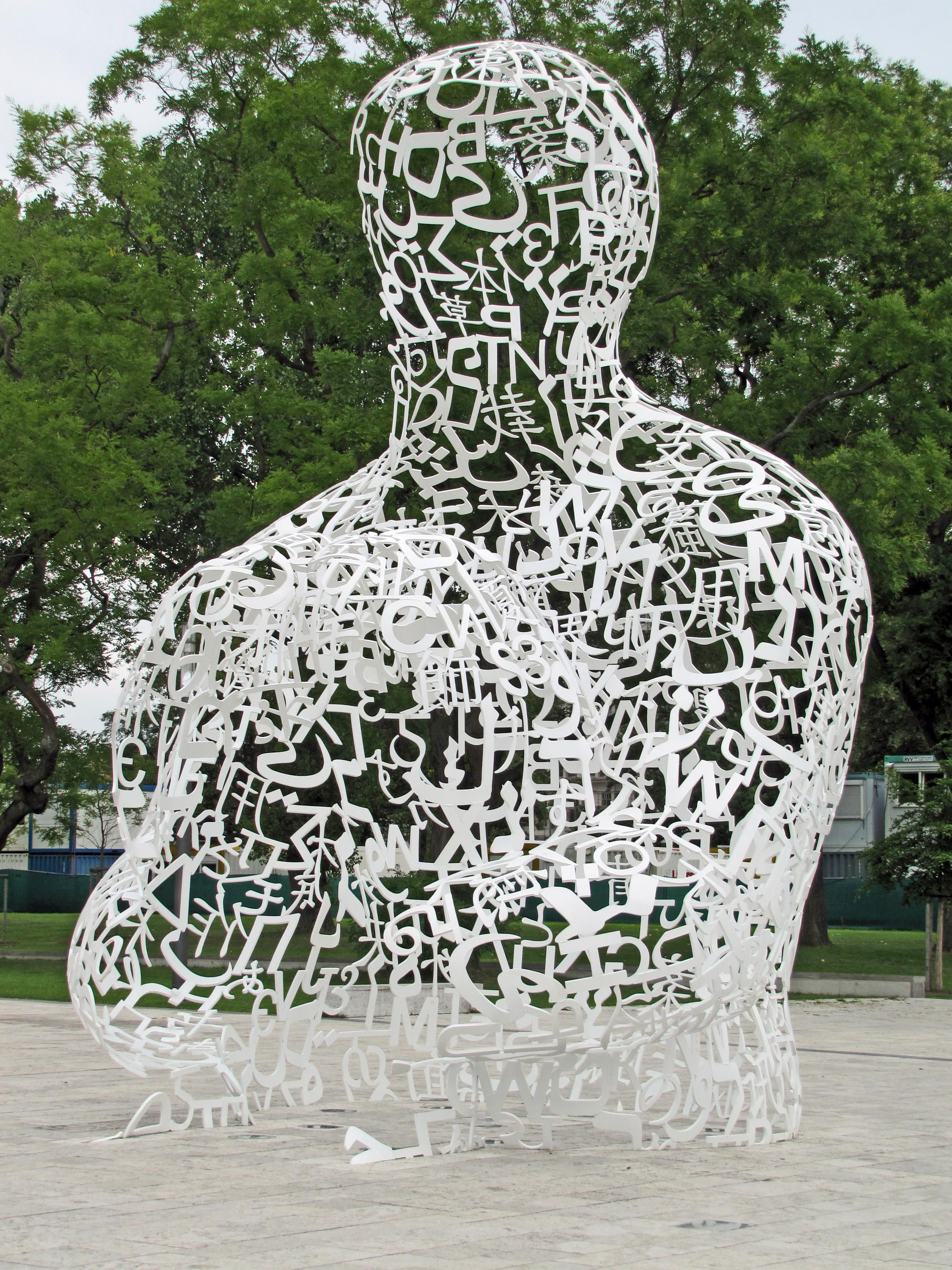
Body of Knowledge (2010), Frankfurt am Main
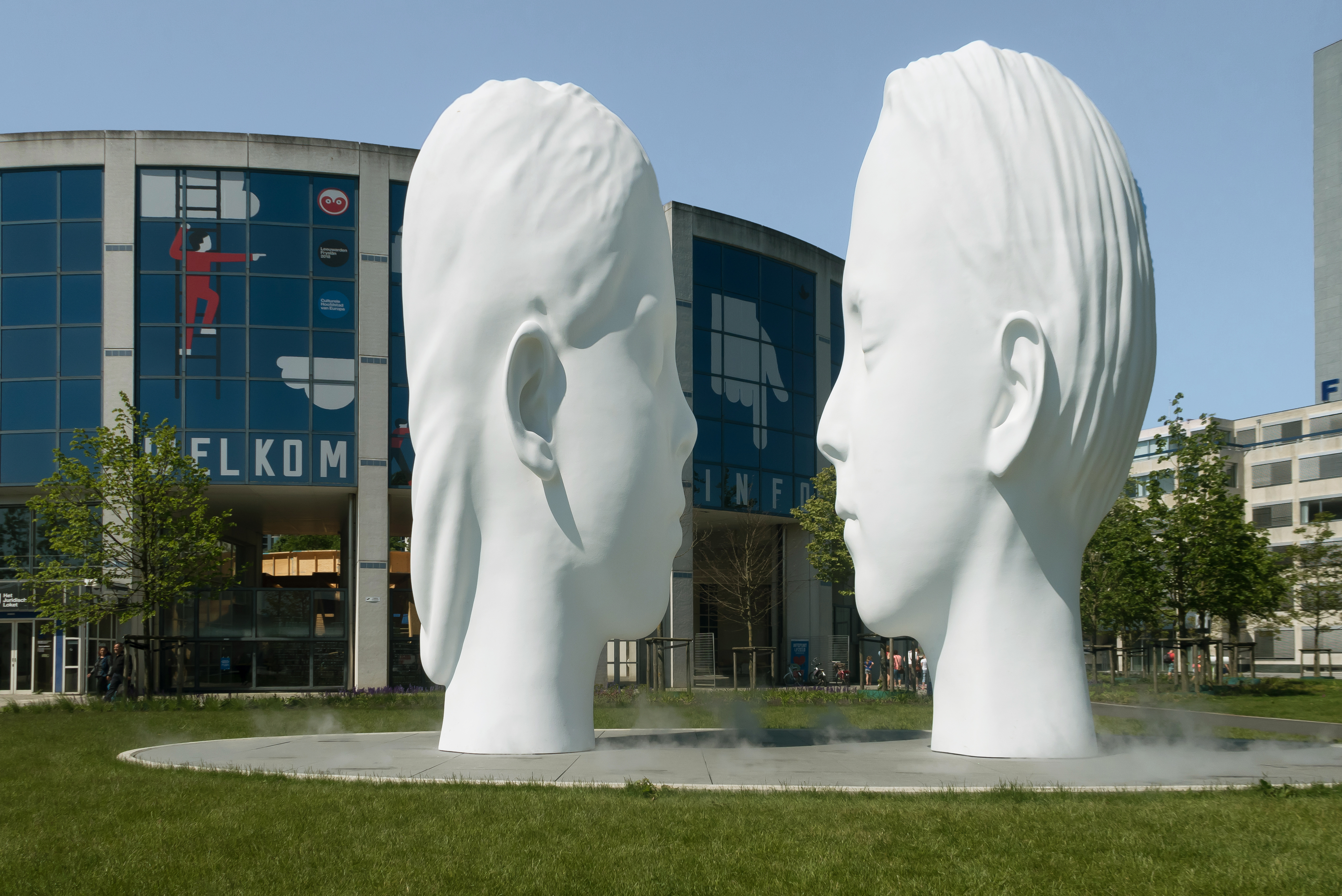
Love Fountain in Leeuwarden